# ISWIM
ISWIM('내가 의미하는 바를 볼 수 있다면'을 뜻하는 If you See What I Mean의 두문자어)은 피터 랜딘이 고안한 추상 컴퓨터 프로그래밍 언어(또는 언어 계열)이다. 1966년 커뮤니케이션스 오브 더 ACM에 게재된 피터 랜딘의 논문 "차기 700개 프로그래밍 언어"("The Next 700 Programming Languages")에 처음 기술되었다.
비록 구현된 언어는 아니지만 특히 SASL, 미란다, ML, 하스켈, 그리고 이 언어의 후속 언어들과 같은 함수형 프로그래밍 언어들과 루시드와 같은 데이터플로 프로그래밍 언어들의 발전에 상당한 영향력을 입증했다.